# Firefly (píseň)
"Firefly" (do češtiny přeloženo jako Světluška) je píseň, která reprezentovala Kypr na Eurovision Song Contest 2009, nazpívala ji Christina Metaxa.
Píseň složil bratr Christiny, Nikolas Metaxas (Νικόλας Μεταξάς).
Druhá verze byla z původní verze, která vyhrála na Kypru v národním finále.
Nová verze obsahuje zásadní změnu (dříve E dur, nyní v F# dur), některé přidané části a zvýšené tempo rytmu.
Píseň byla zazpívána v druhém semifinále Eurovision Song Contest 2009 dne 14. května 2009, ale do finále se nekvalifikovala. Umístila se na 14. místě se 32 body.